# Vois sur ton chemin
 (décembre 2018).
Si vous disposez d'ouvrages ou d'articles de référence ou si vous connaissez des sites web de qualité traitant du thème abordé ici, merci de compléter l'article en donnant les références utiles à sa vérifiabilité et en les liant à la section « Notes et références ».
 (septembre 2019).
Vois sur ton chemin est une chanson tirée du film Les Choristes sorti en 2004. La musique est de Bruno Coulais et les paroles de Christophe Barratier, réalisateur et coscénariste du film.
Dans le film, la chanson est interprétée par Jean-Baptiste Maunier, alors membre du chœur des Petits Chanteurs de Saint-Marc.

## Reprises
- Février 2005, la chanson a été interprétée phonétiquement par Beyoncé Knowles et l'American Boychoir lors de la cérémonie des Oscars 2005[1].
- En 2005, Candan Erçetin a enregistré une version turque, Sevdim Anladım, avec la chorale Kuştepe Çocuk Korosu dans son album Remix'5[2].
- En 2009, le quatrième single de l'album Back to Basics de Christina Aguilera, "Oh Mother", contient des samples de cette chanson[3].
- DIVINE a également inclus des samples de la version du film dans sa chanson "3:59 AM".

Les remixes techno se sont dès lors multipliés, mais les sorties les plus significatives étaient :
- En 2007, Le Bask a aussi utilisé plusieurs parties de la chanson dans son remix Frenchcore Hardchoriste, de son album "Prostitution Sonore". En 2023, la vidéo du remix compte 1 million de vues[4].
- Le 28 juillet 2023, le disc-jockey allemand BENNETT dévoile une short story avec les prémices du remix techno[5]. C'est un hit immédiat, et très favorablement accueilli dans les clubs à Ibiza[6]. Le titre Vois sur ton chemin (Techno Mix) est distribué sur le single du même nom. La vidéo du remix compte plus de 10 millions de vues après 2 mois[7] et plus de 160 millions d’écoutes sur Spotify fin 2023[réf. souhaitée].
- Le 17 août 2023, le disc-jockey brésilien DJ Holanda remixe la chanson sous le titre Montagem coral avec une touche de funk brésilien en collaboration avec Mc Gw, Mc Th et Mc Cyclope. Avec 3 millions de vues en 2 mois sur Youtube[8], le remix gagne rapidement en popularité sur Instagram et TikTok[9].

## Distinction
- Oscars 2005 : nomination pour l'Oscar de la meilleure chanson originale[10].